# Melchior Bürgin
Melchior Rudolf Bürgin (* 17. Oktober 1943 in Eptingen) ist ein ehemaliger Schweizer Ruderer.

## Werdegang
Melchior Bürgin ruderte für den Grasshopper Club Zürich. Er gewann im Doppelzweier zusammen mit Martin Studach bei der Europameisterschaft 1964 die Bronzemedaille hinter den Booten aus der Sowjetunion und aus dem Vereinigten Königreich. Bei den Olympischen Spielen 1964 gewann ebenfalls das Boot aus der Sowjetunion. Hinter den Booten aus den Vereinigten Staaten und aus der Tschechoslowakei ruderten Bürgin und Studach auf den vierten Platz.
1965 begann eine dreijährige Siegesserie der beiden Schweizer. Sie gewannen die Titel bei den Europameisterschaften 1965 in Duisburg, bei den Weltmeisterschaften 1966 in Bled und bei den Europameisterschaften 1967 in Vichy. Bei den Olympischen Spielen 1968 auf der Regattastrecke in Xochimilco bei Mexiko-Stadt erlitt Studach im Vorlauf kurz vor dem Ziel einen Kreislaufkollaps und beendete in deren Folge seine Ruderkarriere. Als Ersatzmann rückte der Schweizer Einer-Ruderer Hans Ruckstuhl in den Doppelzweier. Bürgin und Ruckstuhl qualifizierten sich über den Hoffnungslauf für den Halbfinal. Dort verpassten sie knapp den Finaleinzug und belegten dann im B-Final den vorletzten Platz. Vier Jahre später erreichte Bürgin bei den Olympischen Spielen 1972 noch einmal einen olympischen Final und belegte im Einer den sechsten Platz.
Melchior Bürgin war später Nationaltrainer der Schweizer Ruderer. 